# Polygonum schischkinii
Polygonum schischkinii är en slideväxtart som beskrevs av Ivanova och A.E. Borodina. Polygonum schischkinii ingår i släktet trampörter, och familjen slideväxter. Inga underarter finns listade i Catalogue of Life.